# محمد مازوني
محمد مازوني هو مغني مغربي ولد في 4 مايو 1940 اقليم.    الحوز المغرب يقع في جنوب غرب المغرب[محل شك].

## مشواره الغنائي
بدأ مشواره الغنائي في السبعينات واشتهر أيام الرئيس بومدين بالأغاني الوطنية وكان دائم الحضور في التلفزيون الرسمي الجزائري

## اللون الغنائي
يغني مازوني الاغنية الجزائرية باللغة العربية أغلب الأحيان رغم أنه أمازيغي اللسان والمولد ولكن التي تغنى في الأعراس والحفلات ويغني أغاني الحب والعشق وعن الوطن

## مكانته على الساحة الفنية
يحظى بمكانة مميزة لدى الجمهور في الجزائر والخارج لسلامة وعذوبة أغانيه ويحترمه كل الجزائريون بجميع مستوياتهم

## البوماته
له أكثر من عشرة ألبومات غنائية منوعة أشهرها أغنيته المساندة لصدام حسين ضد أمريكا في 1990التي لاقت رواجا كبيرا في الجزائر

## وصلات خارجية
- محمد مازوني على موقع ميوزك برينز (الإنجليزية)
- محمد مازوني على موقع ديسكوغز (الإنجليزية)

1. ↑  وصلة مرجع: https://musee.sacem.fr/index.php/Detail/entities/19241. باسم: Mohamed Mazouni.